# Ивановка (Лубянский сельский совет)
Ивановка (укр. Іванівка) — село в Веселиновском районе Николаевской области Украины.
Население по переписи 2001 года составляло 134 человек. Почтовый индекс — 57025. Телефонный код — 5163. Занимает площадь 0,472 км².

## История
В 1946 году указом ПВС УССР село Янчелово переименовано в Ивановку.

## Местный совет
57024, Николаевская обл., Веселиновский р-н, с. Лубянка